# わいわいっ☆Hey! Say! JUMP
『わいわいっ☆Hey! Say! JUMP』（わいわいっへいせいじゃんぷ）は、能登山けいこによる日本の漫画作品。『ちゃお』（小学館）にて2009年2月号から2016年6月号まで連載された。
日本の男性アイドルグループであるHey! Say! JUMPをモデルにした漫画。ジャニーズ事務所公認。メンバーにも好評であるという。ときにはプロフィールなども書かれている。また、独占グラビアがまれに掲載されていることがある。メンバーの薮宏太曰く「表情や髪型がそっくり」であるという。
2011年6月、最年少メンバーの森本龍太郎が16歳で喫煙をしていたことが発覚し、無期限活動停止の処分を受けた。その影響を受けてか、『ちゃお』2011年9月号掲載分（連載第32回）からは森本が描かれていない。

## あらすじ
Hey! Say! JUMPのドラマ撮影現場やコンサートでの様子、裏側などを描いた物語。

## 登場人物
山田 涼介（やまだ りょうすけ）
知念 侑李（ちねん ゆうり）
中島 裕翔（なかじま ゆうと）
岡本 圭人（おかもと けいと）
有岡 大貴（ありおか だいき）
髙木 雄也（たかき ゆうや）
伊野尾 慧（いのお けい）
八乙女 光（やおとめ ひかる）
薮 宏太（やぶ こうた）
森本 龍太郎（もりもと りゅうたろう）

## 書誌情報
- 能登山けいこ・協力：ジャニーズ事務所『わいわいっ☆Hey! Say! JUMP』小学館〈ちゃおコミックス 〉既刊5巻（2015年11月27日現在）

1. 2010年6月1日発売[2]、ISBN 978-4-09-133279-0
2. 2011年4月28日発売[3]、ISBN 978-4-09-133775-7
3. 2012年12月26日発売[4]、ISBN 978-4-09-135030-5
4. 2014年7月25日発売[5]、ISBN 978-4-09-136323-7
5. 2015年11月27日発売[6]、ISBN 978-4-09-138306-8